# Abe Burrows
Abe Burrows, all'anagrafe Abram Solman Borowitz (New York, 18 dicembre 1910 – New York, 17 maggio 1985) è stato un librettista, commediografo, produttore televisivo, regista teatrale e sceneggiatore statunitense, vincitore del Premio Pulitzer nel 1962.

## Biografia
Dopo aver scritto numerosi programmi e spettacoli radiofonici, ottenne il successo nel 1951 quando scrisse con Jo Swerling il libretto del musical Guys and Dolls. Nel 1953 scrisse il libretto del musical di Cole Porter Can-Can, mentre nel 1961 ottenne il suo più grande successo con il musical How to Succeed in Business Without Really Trying per cui vinse il Tony Award ed il Premio Pulitzer per la drammaturgia. Apprezzato regista teatrale, Burrows diresse numerosi allestimenti dei musical che aveva scritto, tra cui la produzione originale di How to Succeed in Business Without Really Trying, per cui vinse il Tony Award alla miglior regia di un musical.
Burrows è stato sposato due volte, la prima con Ruth Levinson dal 1938 al 1948 e con Caron Smith Kinzel dal 1950 alla sua morte, avvenuta nel 1985 per la malattia di Alzheimer. Ha avuto due figli, James e Laura Burrows.

## Filmografia parziale

### Sceneggiatore
- Una Cadillac tutta d'oro (The Solid Gold Cadillac), regia di Richard Quine (1956)